# Aquafresh
Aquafresh (укр. Аквафреш) — світовий бренд, під яким випускають продукцію для догляду за гігієною ротової порожнини. Основною продукцією є зубна паста, зубні щітки, зубні ополісувачі. Бренд був створений у 1973 році, і наразі належить компанії GlaxoSmithKline, штаб-квартира якої розташовується в місті Брентфорді, Велика Британія.
Зубна паста від Аквафреш спочатку вироблялася з поєднанням двох кольорів: білого і синього. Згодом був доданий третій колір — червоний.